# ليلة عمر 2 (ألبوم)
ليلة عمر 2، هو ألبوم غنائي والجزء الثاني من سلسلة ليلة عمر لعبد الله الرويشد من إنتاج عام 1989. تعاون فيه مع نخبة من ألمع شعراء وملحني الكويت بالإضافة إلى الشاعر والأمير السامر. وتنوع الألبوم ما بين السامري والعدني والعاطفة.

## محتوى الألبوم

### الوجه الأول
- صابك غرور، كلمات عبد اللطيف البناي وألحان راشد الخضر.
- لاموك، كلمات ساهر وألحان عبد الله الرويشد.
- أغار، كلمات ساهر وألحان عبد الله الرويشد.

### الوجه الثاني
- يابو ناصر، كلمات عبد الله الحبيتر وألحان عبد الله الرويشد.
- ياملاك الروح، كلمات السامر وألحان عبد الله الرويشد.
- يا وجودي، كلمات الشاعر والإعلامي طلال السعيد وألحان أنور عبد الله.